# Andrew Mitchell (Politiker)

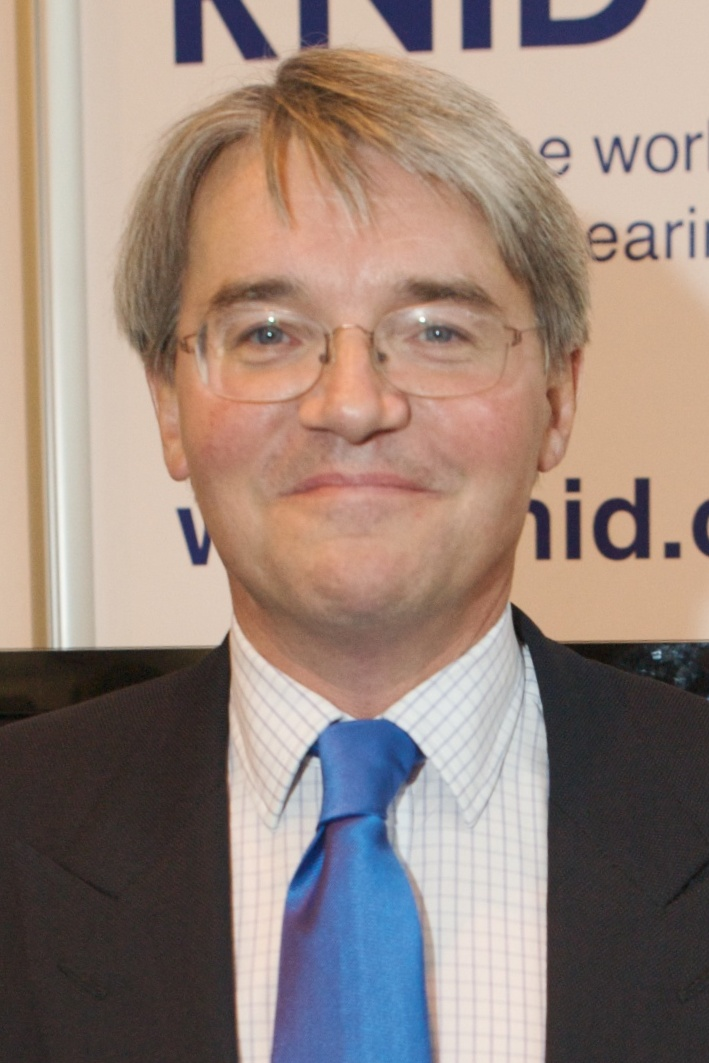
Andrew Mitchell (2009)

Andrew John Bower Mitchell (* 23. März 1956 in Hampstead, London Borough of Camden) ist ein britischer Wirtschaftsmanager und Politiker der Conservative Party. 

## Biografie

### Studium und berufliche und gesellschaftliche Tätigkeiten
Der Sohn von David Bower Mitchell (1928–2014), eines langjährigen Unterhausabgeordneten und „Juniorministers“ in der Regierung von Premierministerin Margaret Thatcher, absolvierte nach dem Besuch der renommierten Rugby School für kurze Zeit Militärdienst beim Royal Tank Regiment der British Army. Im Anschluss studierte er Geschichte am Jesus College der University of Cambridge und war dort 1977 zunächst Vorsitzender der Cambridge University Conservative Association, ehe er 1978 Präsident der Cambridge Union Society war.
Daneben nahm er als sogenannter „Peacekeeper“ an den friedenserhaltenden Maßnahmen der Vereinten Nationen während des Zypernkonflikts in den 1970er Jahren teil. Später war er Teilnehmer an mehreren Projekten und unternahm dafür Reisen nach Afrika und Ostasien.
Nach einer Tätigkeit bei der US-amerikanischen Investmentbank Lazard war er von 1981 bis 1989 Manager bei Touche Ross & Co und dort anschließend bis 1991 Finanzkontrolleur. Daraufhin folgte von 1991 bis 1993 eine Tätigkeit als Manager für Auditverfahren bei Storehouse plc, ehe er 1993 Finanzdirektor von W H Everett & Son Ltd wurde. 

### Unterhausabgeordneter und Minister
Seine politische Laufbahn begann er als Kandidat der Conservative Party bei den Wahlen 1987, als er erstmals zum Mitglied des Unterhauses (House of Commons) gewählt wurde und in diesem bis 1997 den Wahlkreis Gedling in Nottinghamshire vertrat.
Während dieser Zeit war er zwischen 1992 und 1995 nicht nur Parlamentarischer Geschäftsführer der konservativen Regierungsfraktion im Unterhaus (Government Whip), sondern von 1992 und 1993 auch Stellvertreter des Geschäftsführenden Vorsitzenden der Conservative Party, Norman Fowler.
1995 wurde er von Premierminister John Major zum Minister für soziale Sicherheit in dessen Kabinett berufen und gehörte diesem bis zur Niederlage der Konservativen bei den Wahlen im Mai 1997 an, bei denen er selbst auch sein Mandat im Unterhaus verlor.
Im Anschluss war er wiederum in der Privatwirtschaft tätig, ehe er bei den darauf folgenden Wahlen vom 7. Juni 2001 wieder zum Abgeordneten des Unterhauses gewählt wurde und dort nunmehr seitdem den Wahlkreis Sutton Coldfield vertritt. Im November 2003 wurde er als „Schattenminister“ für Wirtschaftsangelegenheiten in das Schattenkabinett seiner Partei berufen, in dem er anschließend von September 2004 bis Mai 2005 „Schatten-Innenminister“ war. Neben einer anschließenden Verwendung als „Schattenminister“ für Birmingham war er außerdem von Mai 2005 bis Mai 2010 „Schattenminister“ für internationale Entwicklung.
Während dieser Zeit war er zwischen 2007 und 2009 auch Organisator des Projekts Umubano, einem sozialen Aktionsprojekts, in dem Freiwillige der Conservative Party in einer Vielzahl von Entwicklungsprojekten in Ruanda tätig sind. Über dieses Projekt wurde mit ihm und 104 anderen Projektmitarbeitern ein Kurzfilm gedreht.
Nach dem Wahlsieg der Konservativen 2010 übernahm er am 12. Mai 2010 das Ministerium für Internationale Entwicklung, dessen Leitung er bereits 2012 wieder abgeben musste.
Von September 2012 war er als Parlamentarischer Geschäftsführer (Chief Whip) tätig und in dieser Funktion Mitglied des Kabinetts Cameron I. Er trat von dieser Position am 19. Oktober 2012 zurück, nachdem es zuvor bereits wochenlang Aufrufe zu diesem Rücktritt gegeben hatte. Andrew Mitchell war in die Kritik geraten, als Zeitungen berichteten, dass er Polizisten beschimpft habe, die in der Downing Street Dienst taten. Im Nachhinein stellten sich die Behauptung als so nicht richtig heraus und die Polizisten gerieten wiederholt in die Kritik.